# Șmatove, Nedrîhailiv
Șmatove (în ucraineană Шматове) este un sat în așezarea urbană Ternî din raionul Nedrîhailiv, regiunea Sumî, Ucraina.

## Demografie
Componența lingvistică a localității Șmatove
     Ucraineană (100%)
Conform recensământului din 2001, toată populația localității Șmatove era vorbitoare de ucraineană (100%).